# Maron
Maron（まろん、1989年6月19日 - ）は、日本のAV女優。
Maron・マロン・まおなど様々な名義での出演作がある。

## 作品

### アダルトビデオ
2007年
- 「少女遊戯 01」（9月21日、プレステージ）
- 「Ki・ra・ri 02」（10月11日、プレステージ）
- 「BOIN 01 MARRON」（10月20日、プレステージ）
- 「コイビトシャシン 06」（10月20日、大洋図書）…他出演:相場真子
- 「ハメモちゃん 1号」（10月20日、プレステージ）
- 「首都圏 援交26」（11月1日、プレステージ）
- 「聖 ～セイント～ Gカップ女子校生 VOL.8」（11月1日、プレステージ）
- 「ファーストショット まお 21歳」（11月2日、コージィ）
- 「巨乳炉利板 天然美乳Fカップ」（11月8日、タカラ映像）
- 「G・G・H・Hcup☆巨乳乱交」（11月25日、kira☆kira）共演:はるか悠、羽野理沙、辻さき
- 「Private-File 03 Maron 18歳」（11月30日、コージィ）
- 「憧れの同級生の体をゲットした深町君のHなイタズラ 2」（12月1日、グローリークエスト）…共演:清原りょう
- 「ローション専科 潤裸体 1」（12月4日、潤）他4名出演
- 「少女絶叫監禁室8 Maron～キミの羞恥心に歪んだ表情に、僕はたまらなく興奮する～」（12月14日、I.B.WORKS）
- 「修学旅行生ナンパ」（12月21日、GLAY'z）他出演:坂本愛海、他

2008年
- 「女子大生限定 Gカップ家庭教師センター Wキャスト」（1月11日、Up'S）共演:松浦亜美
- 「ULTRA BIG TITS Gcup MARON」（1月11日、プレステージ）
- 「現役モデルMaron 個人撮影会で即写危機一発!」（1月26日、CHERRIES）
- 「トイレ痴漢 9 」（2月21日、ナチュラルハイ）他出演:多数
- 「kira☆kira HIGH SCHOOL GALS Vol.2」（3月19日、kira☆kira）他出演:我那覇レイ、飯島夏希、春名えみ、紺野りさ子、河本愛